# 法兰西岛大区列车
法兰西岛大区列车又称法兰西岛远郊铁路，指法國國家鐵路公司（SNCF）在法蘭西島經營的远郊铁路服务，它繼承了19世紀起巴黎郊區既存的铁路網。
Transilien 是法國國家鐵路公司註冊商標（跟 TER 和 TGV 一樣），創於1999年9月。這個商標只用於國鐵經營的客運列車與「法蘭西島管理處」下轄車站，它的路網本身是法國鐵路路網公司的財產。許多路段也同時被其他列车服务（例如 TGV）或貨運列車借用。
法兰西岛大区列车從巴黎的各大鐵路终点站、部分区域快铁RER車站出發，向法兰西岛的远郊地带辐射。所有的路段都被标示上"Transilien"的官方徽标，而RER中的C、D與E線，A线在楠泰尔省府站以西往塞尔吉（Cergy）/ 普瓦西的路段，B線在巴黎北站以北的路段亦被标示上"Transilien"的徽标，这些RER路段亦分别隶属各自的铁路终点站远郊路网，它们亦可被视作Transilien的一部分。
法兰西岛大区列车在2004年的載客量達到6.15亿人次，每个工作日的列车班次数目超过5700班。

## 概述

### 起源
法兰西岛区域铁路源于巴黎郊区固有的铁路线，自19世纪30年代开始运营。其中第一條路線开通于1837年8月26日，连接巴黎的圣拉扎尔车站與圣日耳曼昂莱之間營運，名为圣日耳曼线。作为当时巴黎西郊最重要的路線之一，圣日耳曼线最後隨著RER A线的開通，在1972年10月1日轉讓予巴黎大眾運輸公司（RATP）。
在圣日耳曼线通車之后，巴黎和郊区之间亦修建了多条类似的铁路线。同时由于巴黎市区的房价和卫生问题，通勤族热衷于向郊外迁徙，另外加上小汽车的普及，形成一种通勤模式：远郊居住地經私人小汽车到车站轉乘远郊列车到市区工作。随着这种模式的推广，導致巴黎的郊外也城市化，特别是南部郊区。

### 国家铁路时期
固有的多条郊区铁路由不同的铁路公司运营。1938年，这些铁路公司合并成立了国家铁路公司。新成立的国铁局不仅要面对原来各不协调的铁路系统，还要应付二战对郊铁系统的巨大破坏。战后从1946年到1958年，这些郊区铁路的客流量降到了谷底。
不过在1960年代，国铁局对各条郊区铁路进行了电气化改造，加之当时私家车造成了严重的交通拥堵状况，郊铁的使用率显著回升。1970年代，大区快铁的修建则使得郊区铁路的地位发生了根本性的改变。
然而，相对于大众运输公司具有标志性的RER，国铁的远郊铁路仍然因列车老化破旧，常年晚点和车站设施不到位而声誉欠佳。于是，国铁開始更新车站设施和列车来改变这一局面，并且使用统一的名字和徽标来整合郊区路网，最终定名为"Transilien"。自1999年9月20日起，这个徽标成为国铁局的官方标志之一。
而之前的9月1日，郊区铁路與大區快鐵同時取消了頭等艙，因為僅有百分之一的乘客使用。

### 路网现状

郊区铁路全图

郊区铁路中心路网

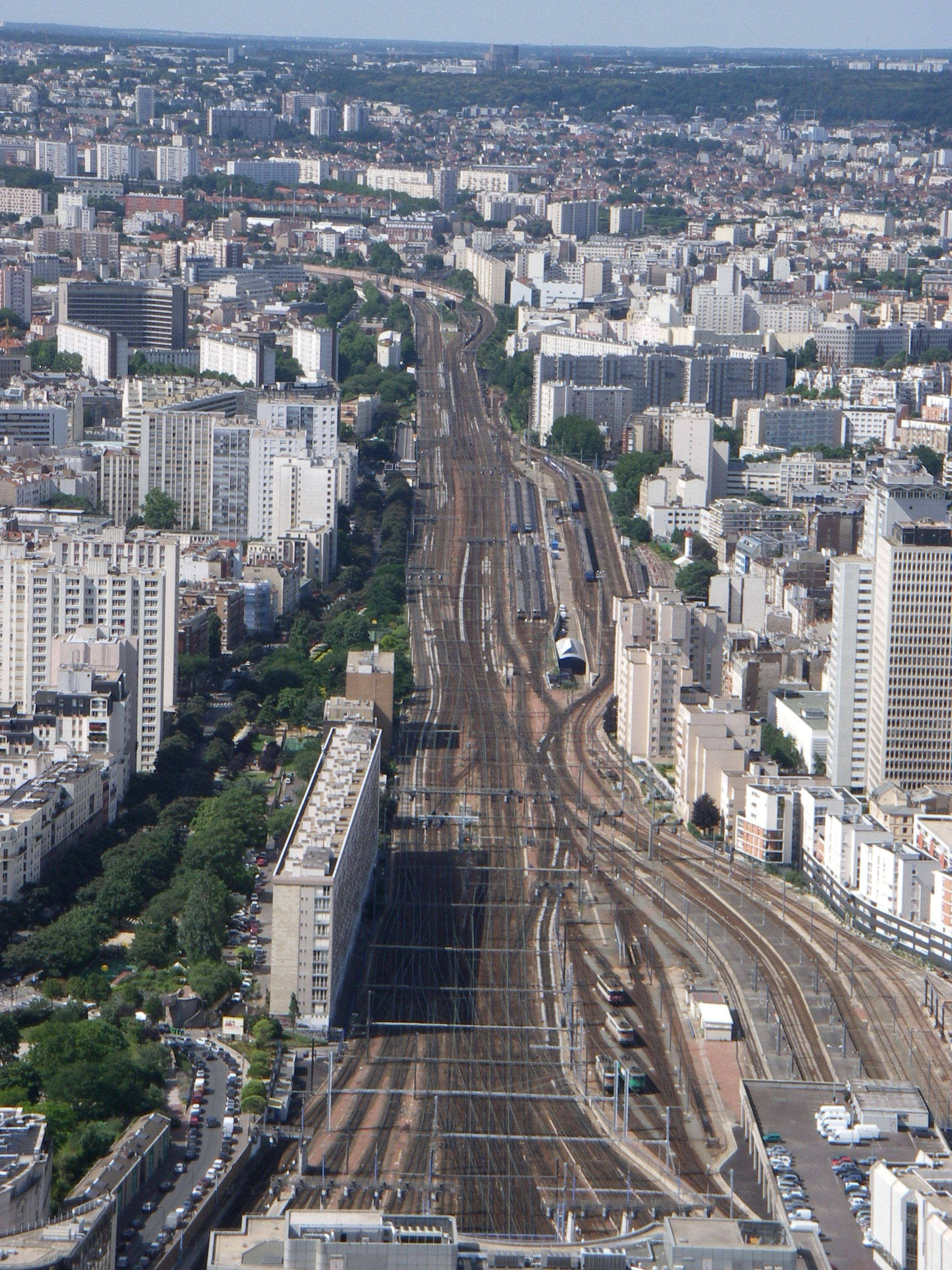
蒙帕纳斯车站向外延伸的铁路线

法兰西岛大区列车被分成五個路网，這些路网又再分作各个子路网，和大区快铁类似以字母代表。這五个路网分別是：
- 巴黎北線（Transilien Paris-Nord）
- 巴黎聖拉扎尔線（Transilien Paris Saint-Lazare）
- 巴黎里昂線（Transilien Paris-Lyon）
- 巴黎蒙帕纳斯線（Transilien Paris-Montparnasse）
- 巴黎東線（Transilien Paris-Est）

它們的營運方式相當複雜，因為牽涉到不同的線路、設備與技術。例如：
- 不同種類的轉轍器並存。
- 某些路網上並存著不同的供電方式。
- 一部分路線位居遠郊，甚至在法蘭西島之外。
- 車次密度高，各子路网上各个车次的停靠站和行走路线常各不相同。
- 列车通常止步于巴黎各大火车站。
- 混和各種不同交通，例如（省际列车、欧洲客车VFE、Transilien、RER與运输线Fret），現存路網無法完全分流。

區域鐵路的重要性在罷工或线路出现技术故障時最為明顯；上千名通勤族不得不遲到，甚至決定不來上班，對工商業衝擊甚大。
考慮到路網延伸之廣，區域鐵路通常以同心圓的分區方式營運，通常分三區。開往較遠區域的車次通常是快車，它們出了近郊後就很少停靠。這套系統能有效平衡車班，並縮短通往較遠車站的時間。

## 路网组成

### 巴黎北線

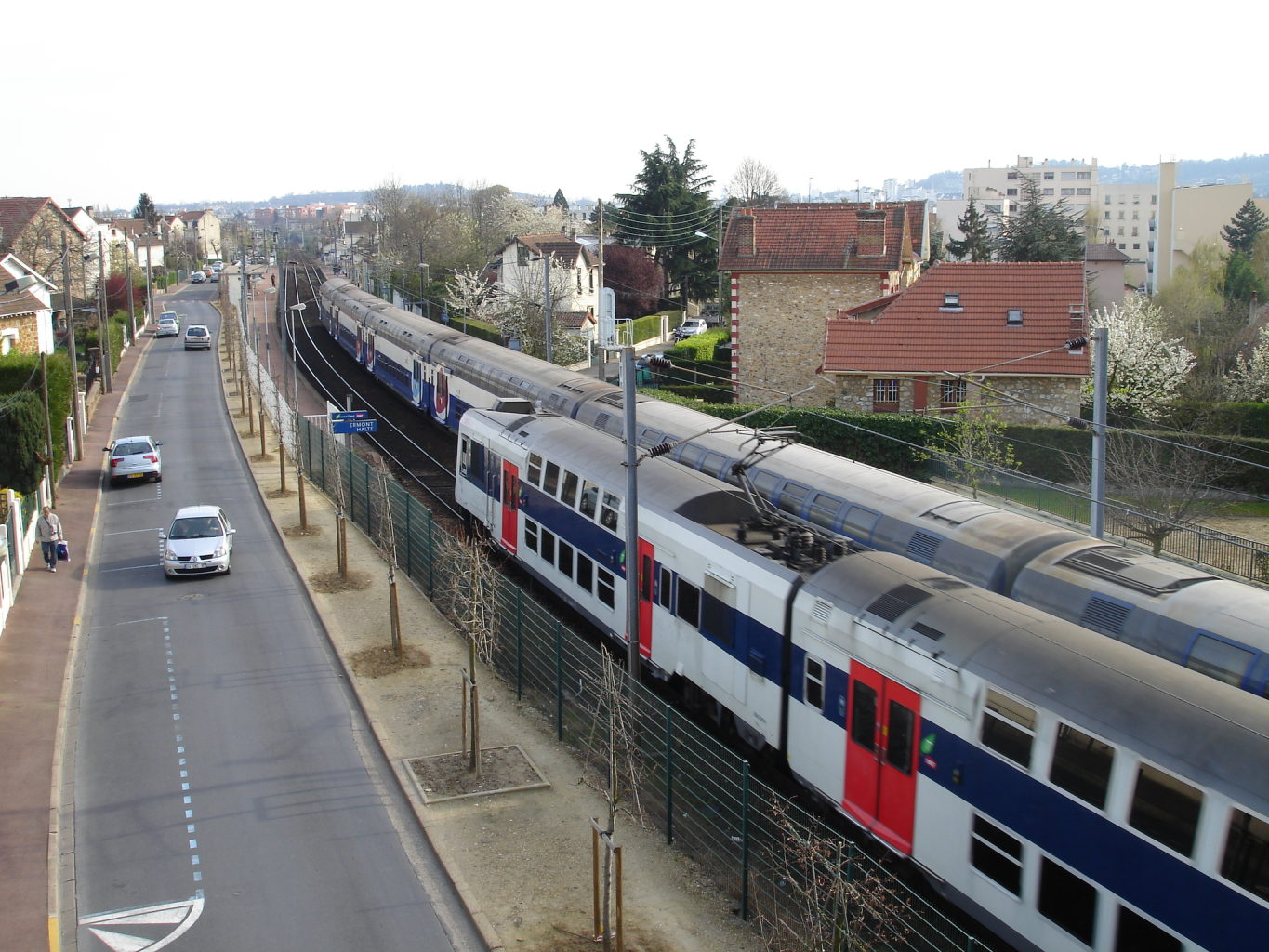
巴黎北线上的埃尔蒙特小站

巴黎北线的路网以巴黎北站为起点, 覆盖法兰西岛北部, 东北部和西北部的远郊地带. 该路网下辖两个子路网:  和 . 
 服务法兰西岛北郊和西北郊, 包括4条辐向线 (从巴黎北站往郊区辐射) 和1条切向线 （连接郊区之间）:
- 巴黎北站<=>蓬图瓦兹站
- 巴黎北站<=>佩尔桑-博蒙站（西线）
- 巴黎北站<=>佩尔桑-博蒙站（东线）
- 巴黎北站<=>吕扎什站
- 蓬图瓦兹站<=>克雷伊站

 服务法兰西岛东北郊, 包括1条辐向线:
- 巴黎北站<=>克雷皮瓦鲁瓦（法语：Gare de Crépy-en-Valois）

 和  在巴黎北站以北的路段, 以及  在圣旺站以北（包含圣旺）的路段亦隶属于巴黎北站远郊路网管辖, 因此它们亦可以被视作是巴黎北线的一部分.

### 巴黎圣拉扎尔線

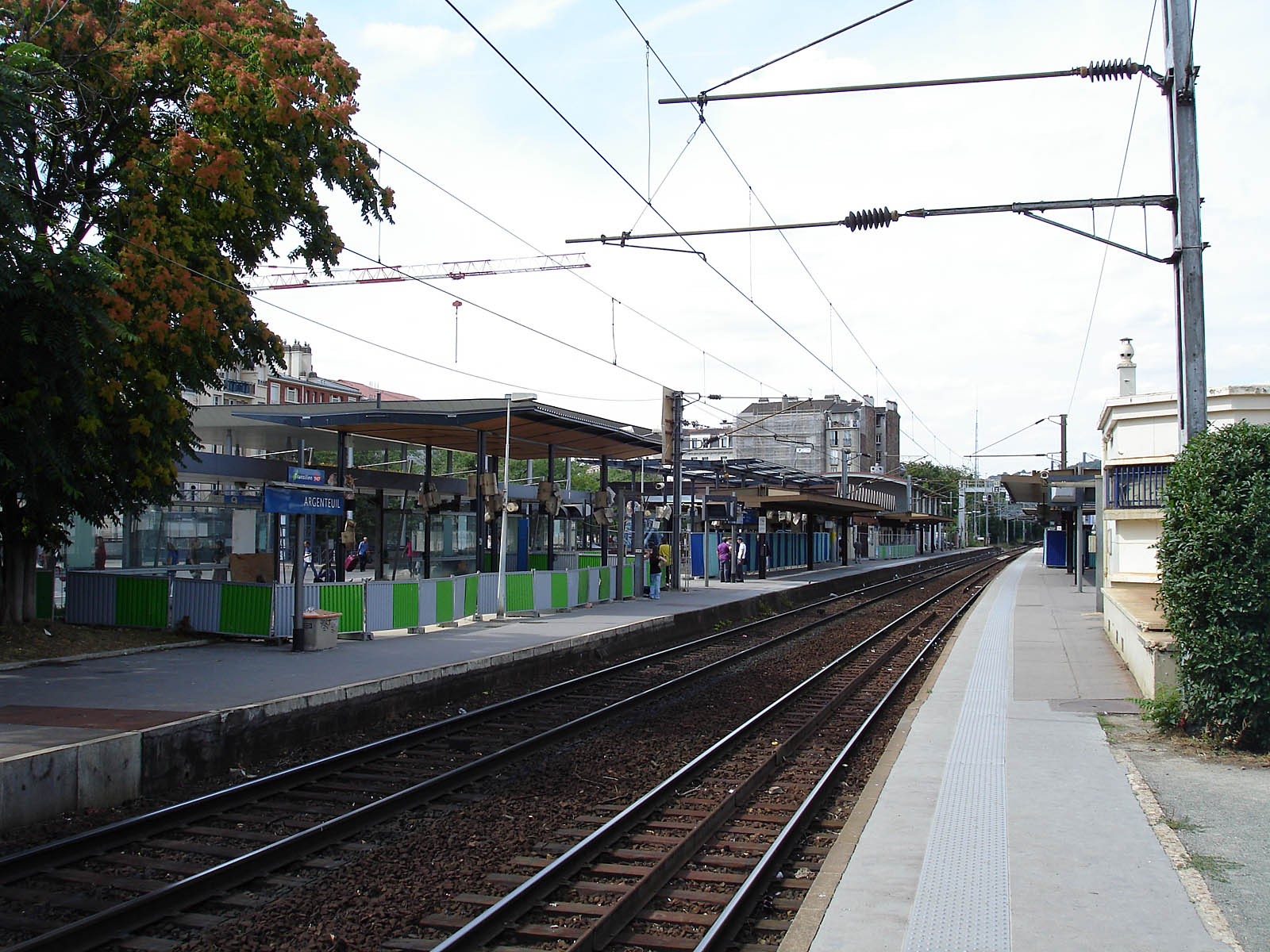
巴黎圣拉扎尔线上的阿让特伊站

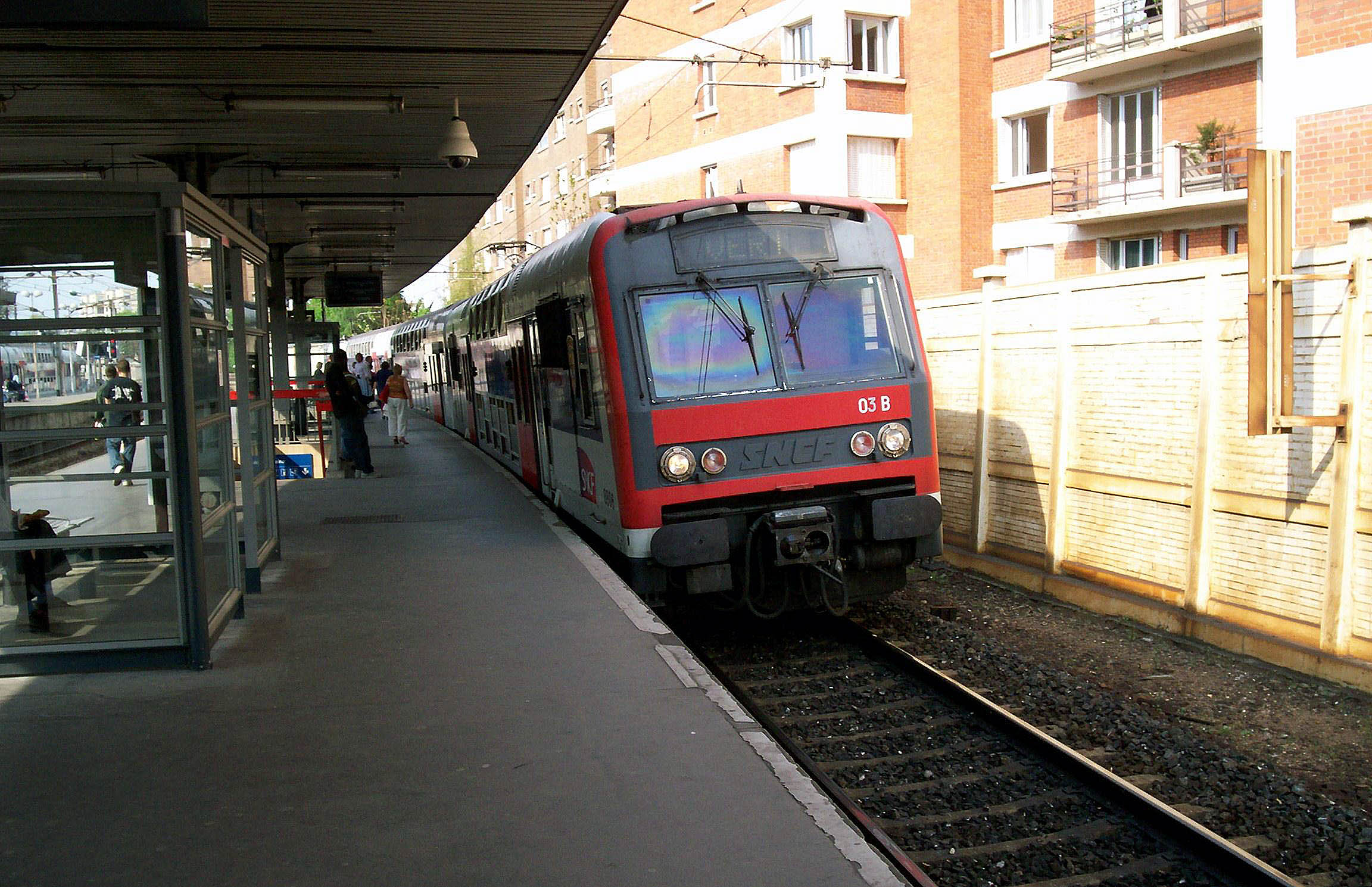
巴黎圣拉扎尔线上的圣克卢站

巴黎圣拉扎尔线的路网以巴黎圣拉扎尔车站为起点, 覆盖法兰西岛西北部和西部的远郊地带. 该路网下辖三个子路网: ,  和 .
 服务法兰西岛西北郊, 包括5条辐向线 （从巴黎往郊区辐射）:
- 圣拉扎尔车站<=>埃尔蒙-欧博讷站
- 圣拉扎尔车站<=>吉索尔岔路口（法语：Gare de Gisors-Embranchement）
- 圣拉扎尔车站<=>芒特拉若利站（北线)）
- 圣拉扎尔车站<=>芒特拉若利 （南线, 2008年12月后的实际终点, 之前西边的两个站已停止远郊车服务）
- 圣拉扎尔车站<=>韦尔农

 服务法兰西岛西北郊和西郊, 包括3条辐向线和1条切向线 （连接郊区之间）:
- 圣拉扎尔车站<=>塞尔吉高地
- 圣拉扎尔车站<=>凡尔赛右岸站（法语：Gare de Versailles - Rive Droite）
- 圣拉扎尔车站<=>圣诺姆堡楼-马里森林站（法语：Gare de Saint-Nom-la-Bretèche - Forêt de Marly）
- 圣日耳曼大环线站 <=>诺瓦西勒鲁瓦站（法语：Gare de Noisy-le-Roi）

其中的切向线又被称为 "法兰西岛大环线铁路西线" （Grande Ceinture Ouest, GCO）
 服务法兰西岛西郊, 包括1条切向线:
- 拉韦里耶尔站<=> 拉德芳斯

 在楠泰尔行政区以西往塞尔吉和普瓦西的路段亦隶属于圣拉扎尔远郊路网管辖, 因此亦可被视作圣拉扎尔线的一部分, 而  未来西延段的部分亦将具备此属性.

### 巴黎里昂線

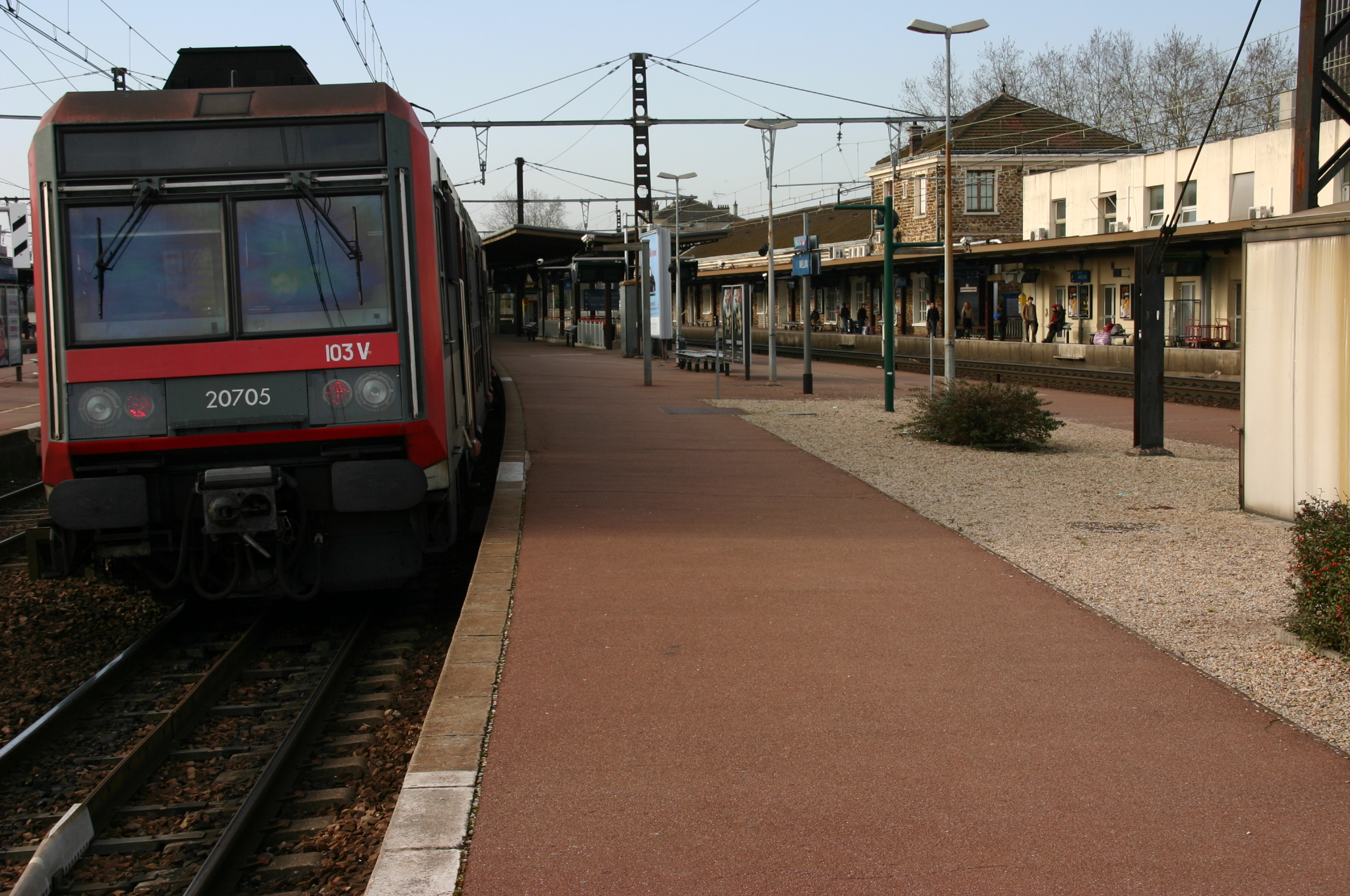
巴黎里昂线上的默伦站

巴黎里昂线的路网以巴黎里昂车站为起点, 覆盖法兰西岛东南部的远郊地带. 该路网下辖一个子路网： 。该子路网包括2条辐向线（从巴黎往郊区辐射）和1条切向线（连接郊区之间）：
- 里昂车站<=>蒙特罗
- 里昂车站<=>蒙塔日
- 默伦站<=>蒙特罗站

 在里昂车站以南的部分亦隶属里昂车站远郊路网管辖, 因此亦可被视作里昂线的一部分.

### 巴黎蒙帕纳斯線

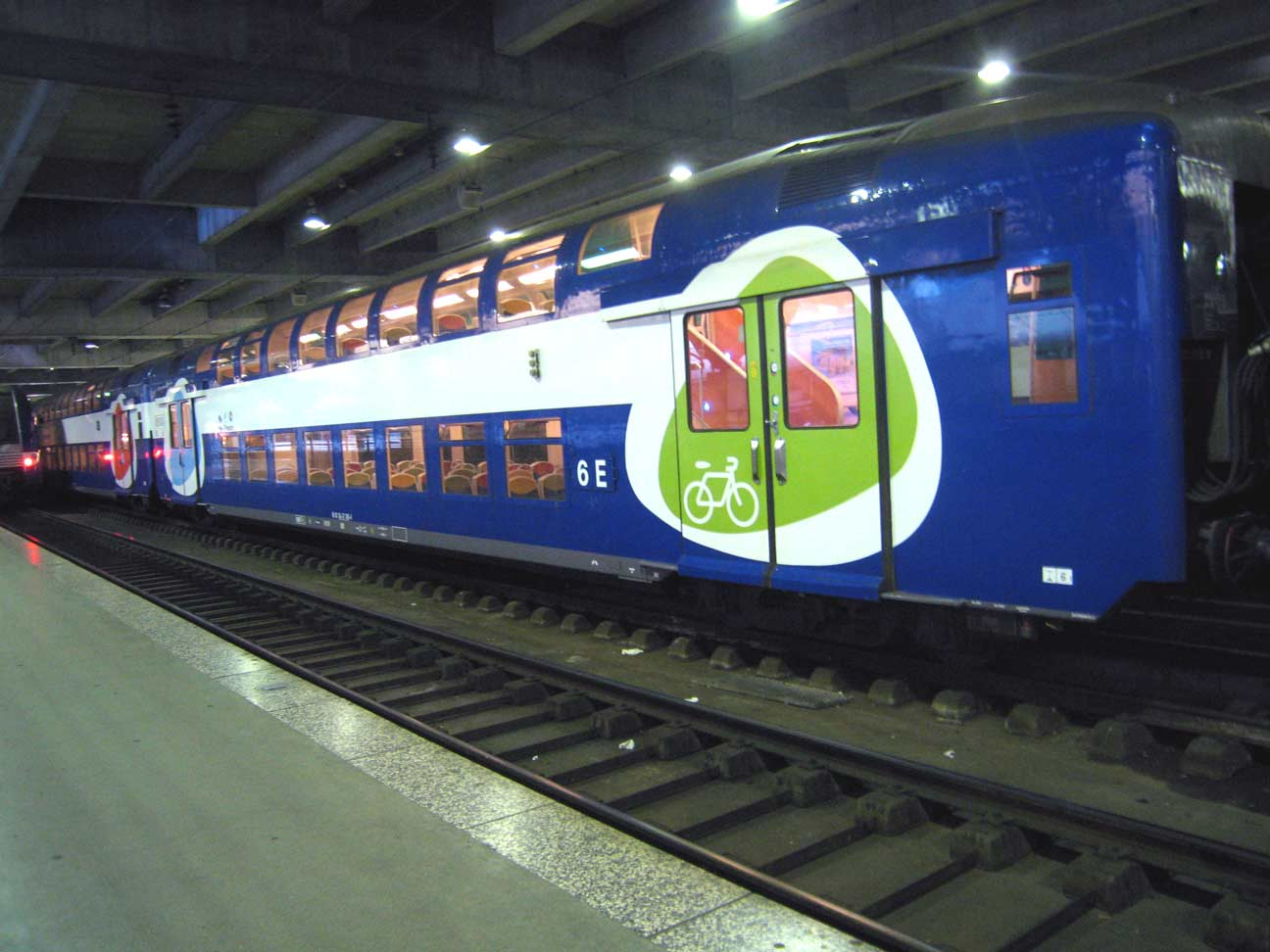
蒙帕纳斯车站的VB 2N列车

巴黎蒙帕纳斯线的路网以巴黎蒙帕纳斯车站为起点, 覆盖法兰西岛西部的远郊地带. 该路网下辖一个子路网: . 该子路网包括3条辐向线 （从巴黎往郊区辐射）:
- 蒙帕纳斯车站<=>德勒站
- 蒙帕纳斯车站<=>芒特拉若利
- 蒙帕纳斯车站<=>朗布依埃站

 在克利希门站以南 （包含）, 榮軍院站 (法蘭西島大區快鐵)以西 （包含） 的路段亦隶属于蒙帕纳斯远郊路网管辖, 可被视作是蒙帕纳斯线的一部分, 或称为左岸线 （蒙帕纳斯站原名左岸站） 的一部分. 在荣军院站以东 （不包含） 的路段隶属奥斯特里茨车站远郊路网管辖, 不过人们仍习惯将蒙帕纳斯和奥斯特里茨合称 "左岸", "西南路网"等.

### 巴黎東線

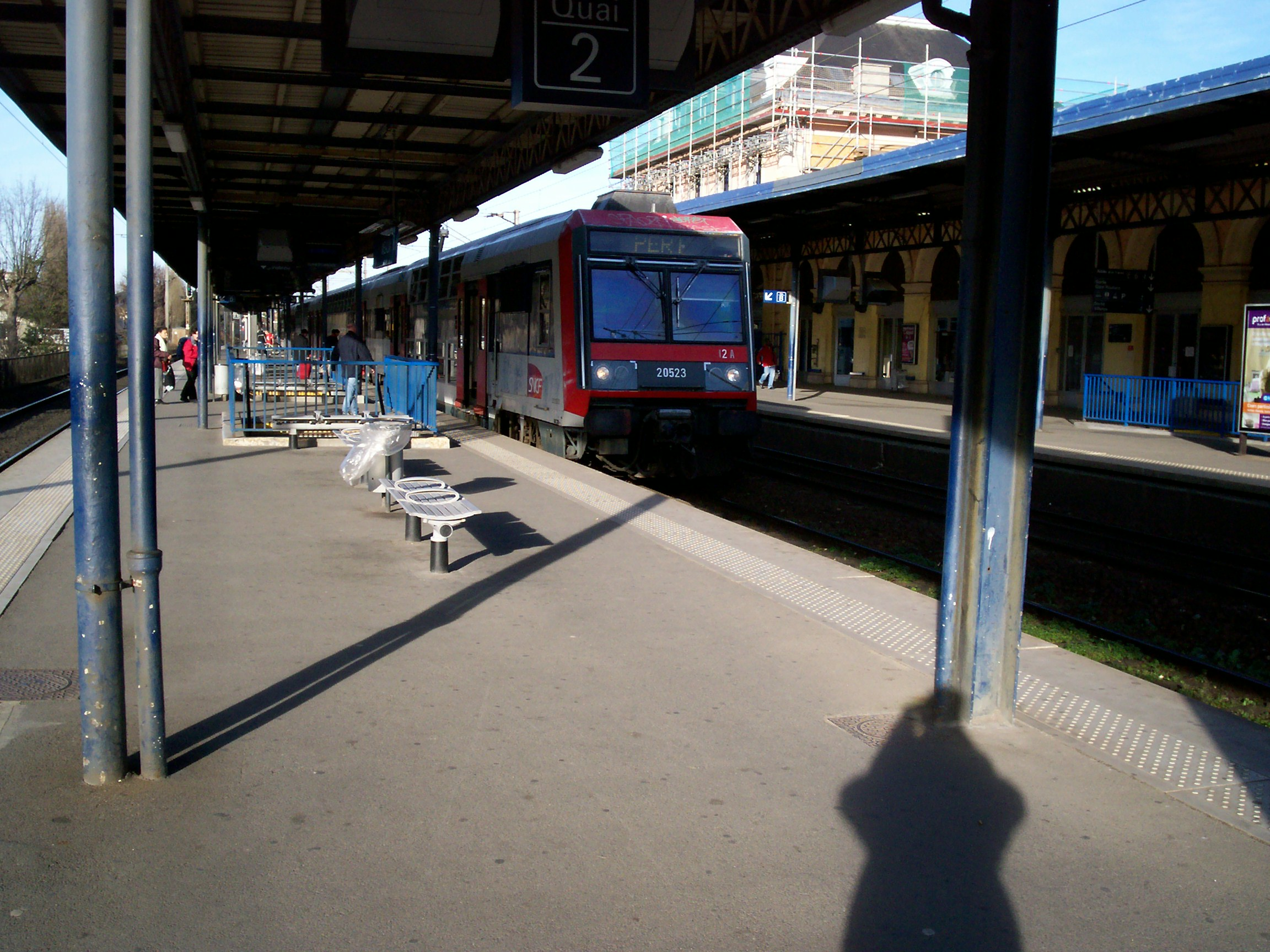
巴黎东线上的莫城站

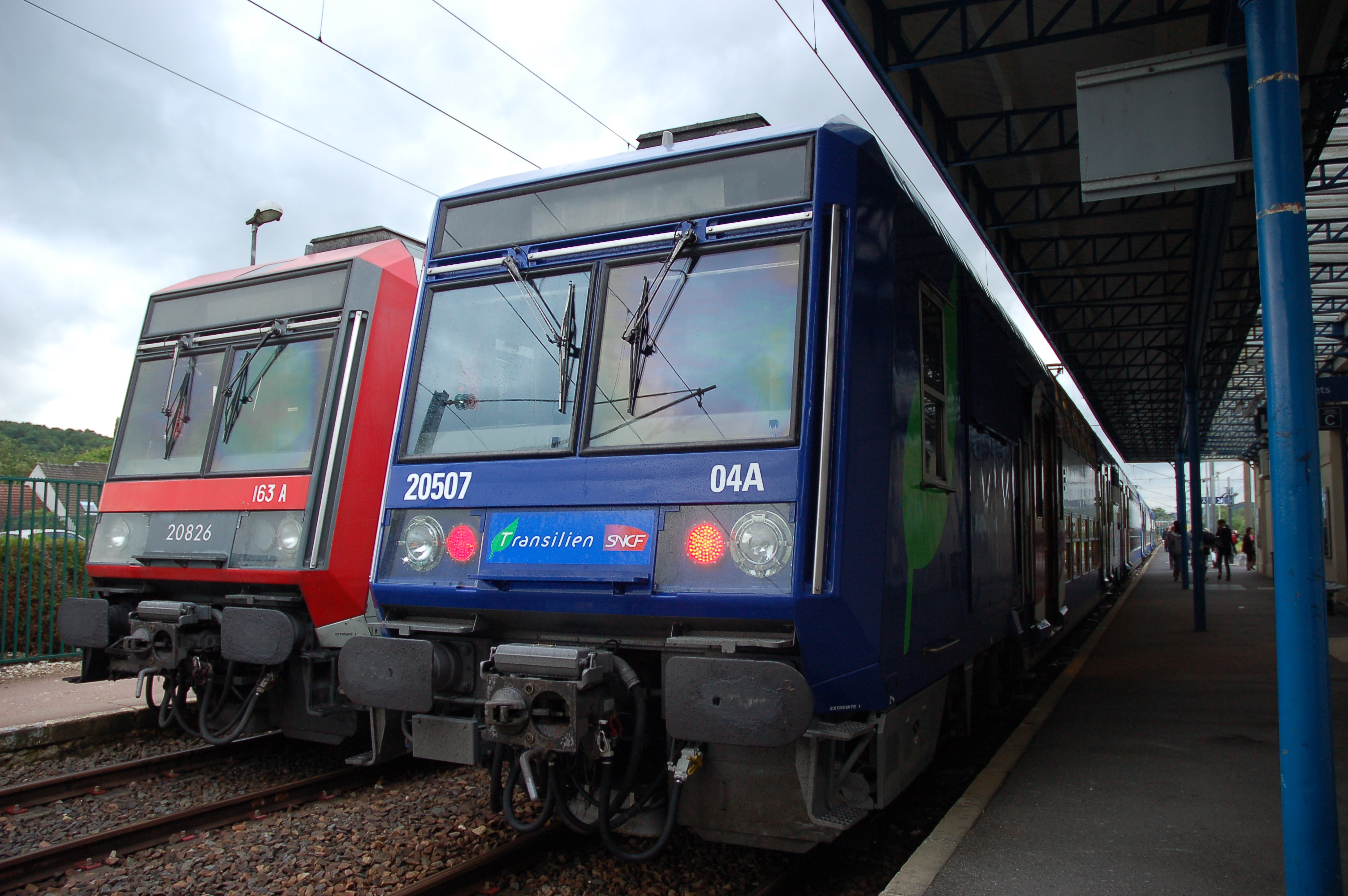
巴黎东线上的库洛米埃站

巴黎东线的路网以巴黎东站为起点, 覆盖法兰西岛东部的远郊地带. 该路网下辖一个子路网: . 该子路网又分为南北两部分:

#### 北部
北部包括3条辐向线 （从巴黎东站往郊区辐射） 和1条切向线 （连接郊区之间）:
- 巴黎东站<=>莫城站（该辐向线亦同时作为北部的主干线, 可被其他辐射距离更远的辐向线使用）
- 巴黎东站<=>蒂耶里堡站
- 巴黎东站<=>米隆堡站
- 埃斯布利站<=>克雷西小教堂站

#### 南部
南部包括2条辐向线:
- 巴黎东站<=>库洛米耶站
- 巴黎东站<=>普罗万站（法语：Gare de Provins）

 的郊区路段, 以及  全程亦隶属于巴黎东站远郊路网管辖, 因此亦被视作是巴黎东线的一部分.
各路网的主要参数如下表 （包括RER）:
| 线路属性 | 线路编号 | 运营方    | 车站数     | 路网长度 | 每日列车班次数量 | 日客流量  | 使用车型                                                    |
| -------- | -------- | --------- | ---------- | -------- | ---------------- | --------- | ----------------------------------------------------------- |
| (RER)    | (A)      | SNCF RATP | 46 (12/34) | 108      | 580              | 1,000,000 | MS 61 - MI 84 - MI 2N                                       |
| (RER)    | (B)      | SNCF RATP | 47 (16/31) | 80       | 540              | 600,000   | MI 79 - MI 84                                               |
| [T]      | (C)      | SNCF      | 84         | 187      | 570              | 455,000   | Z 5600 - Z 8800 - Z 20500 - Z 20900                         |
| [T]      | (D)      | SNCF      | 59         | 197      | 440              | 550,000   | Z 5300 - Z 5600 - Z 20500                                   |
| [T]      | (E)      | SNCF      | 21         | 52       | 430              | 210,000   | Z 22500                                                     |
| [T]      | [H]      | SNCF      | 46         | 111      | 360              | 150,000   | Z 6100 - BB 17000 + RIO/VB 2N - Z 20500 - Z 20900 - Z 50000 |
| [T]      | [J]      | SNCF      | 47         | 235      | 445              | 193,000   | BB 27300 + BB 17000 + VB 2N                                 |
| [T]      | [K]      | SNCF      | 10         | 61       | 36               | 10,300    | Z 6100 - Z 20500                                            |
| [T]      | [L]      | SNCF      | 38         | 78       | 650              | 155,000   | Z 6400 - Z 20500                                            |
| [T]      | [N]      | SNCF      | 34         | 117      | 275              | 80,000    | Z 5300 - BB 27300 + VB 2N                                   |
| [T]      | [P]      | SNCF      | 40         | 257      | 230              | 83,000    | BB 17000 + RIB/RIO - Z 20500 - B 82500                      |
| [T]      | [R]      | SNCF      | 21         | 150      | 50               | 51,000    | Z 5300 - Z 5600 - Z 20500                                   |
| [T]      | [U]      | SNCF      | 10         | 31       | 94               | 17,000    | Z 8800                                                      |
| (T)      | (4)      | SNCF      | 11         | 8        | 170              | 29,000    | U 25500                                                     |

## 使用车型
法兰西岛远郊铁路使用的列车种类繁多, 型号不一, 包括单层列车, 双层列车, 单伏特制式列车, 双伏特制式列车, 动车组, 机车牵引拖卡等, 使用年代相差久远, 最早的产于1960年代中期, 最新的法兰西岛型列车（Francilien, 或称Z 50000）则于2009年12月投入使用. 
| Transilien 使用车型 | |
| 已停用              | BB 8500 · BB 16500 · Z 6300 |
| 使用中              | BB 17000 · BB 27300 · Z 5300 · Z 5600 · Z 6100 · Z 6400 · MI 79 · MI 84 · Z 8800 · Z 20500 · Z 22500 · Z 20900 · RIO · RIB · VB 2N · B 82500 · U 25500 · Francilien |
| 计划中              | Citadis Dualis |

截止到2006年, 法兰西岛远郊铁路共拥有:
- 665辆动车组 （以"Z"打头）, 其中411辆为双层动车.
- 147辆机车头 （以"BB"打头）.
- 907辆拖卡 （包括RIO/RIB和VB2N）, 其中537辆为双层拖卡.

## 运作
在一天当中，远郊车Transilien的服务从清晨至午夜不间断运行，每日有数十至上百班列车往返于各个路网上，各班列车往返于各路网的一个分支终点，或一个分支节点，或中心路段任意位置的节点，和各路网相对应的终点火车站之间（仅有辐向线如此）。正常情况下，根据发车频率和停靠站数目不同分为高峰时段班次、工作日非高峰时段班次、节假日班次以及夜班车，工作日非高峰期和节假日，各班车的发车频率通常为20~30分钟，高峰时段，各班车的发车频率相应提高至15分钟一班，但停靠站明显减少，并且增开区间车。一般来说，路程较长的班次将选择性的跳过中途的停靠站，以缩短通勤时间，而选择性停靠的车站常常是线路上的重要节点，分支交汇点，以及中心路段车站。而区域快铁RER亦采用类似的运作系统。夜班车由于时段缘故停靠站明显增加，并且发车频率降低到30分钟至1小时不等。
若是遇到故障或事故，短时间无法恢复正常，则将会增开特殊班次的列车。若是遇到罢工或施工，列车服务将会以缩减模式运行，包括缩小服务范围，降低发车频率等。而每年7月至8月间，Transilien将使用夏季列车时刻表，发车频率有所缩减，并且班次与其它几个月有所区分。列车时刻表通常于每年12月中旬按平时的统计结果进行相应的调整。
Transilien每个班次的管理由一个编码系统执行，每个路网有各自独立的编码系统。该系统采用4个字母来指定一个对应班次，首字母代表该班次的终点站，第二个字母则代表停靠情况，后两个字母则有始发站位置等其它含义。

## 外部連結
- Transilien 官方網站 （页面存档备份，存于）
- 即時路況
- 即時時刻表